# Wieża ciśnień w Zalewie
Wieża ciśnień w Zalewie – kolejowa wieża wodna znajdująca się w Zalewie przy ulicy Jesionowej 10, wybudowana wraz z linią kolejową nr 135b Elbląg - Zalewo - Ostróda - Olsztynek w latach 1891–1893
W 1945 r. nastąpił demontaż szyn. 
Od tego czasu do początku lat 2000. pełniła funkcje magazynowe, obecnie mieszkalne. 
W 1992 r. została wpisana do Rejestru Zabytków. 
Ok 1998 r. z powodu złego stanu technicznego nastąpił demontaż drewnianej obudowy zbiornika. 
Na budynku widniał, niewidoczny obecnie, napis "Saalfeld". 